# Muhlenbergia aguascalientensis
Muhlenbergia aguascalientensis är en gräsart som beskrevs av Yolanda Herrera Arrieta och De la Cerda. Muhlenbergia aguascalientensis ingår i släktet muhlygräs, och familjen gräs. Inga underarter finns listade i Catalogue of Life.